# Великанович Юрій Дмитрович
Ю́рій Дми́трович Великано́вич (10 квітня 1910, с. Ільник, Турківський повіт, Королівство Галичини та Володимирії, Австро-Угорщина (нині — Самбірський район, Львівська область, Україна) — 7 вересня 1938, долина річки Ебро, Іспанська республіка) — учасник Громадянської війни в Іспанії, військовий корреспондент, письменник, боєць української роти інтербригад імені Тараса Шевченка, комуніст-інтернаціоналіст, член КПЗУ.

## Життєпис
Народився 10 квітня 1910 року в с. Ільник, нині — Самбірський район, Львівська область в родині сільських вчителів Емілії та Дмитра Великановичів.
Початкову школу закінчив у рідному селі Ільник. Від 1920 року навчався в українській гімназії у Львові. Після її закінчення вступив на філологічний факультет університету Яна Казимира. Там він захопився комуністичною ідеєю та згодом вступив до КПЗУ.
З літа 1936 — боєць інтернаціональних бригад в Іспанії під час громадянської війни 1936—1939 років.
З липня 1937 року — у складі української роти інтербригад імені Тараса Шевченка. Редагував революційну газету «Боротьба». У пресі інтернаціональних з'єднань виступав із статтями та кореспонденціями польською, іспанською, українською мовами про життя і творчість Тараса Шевченка, про бойовий шлях роти («Тарас Шевченко», «Українці в інтернаціональних брагадах», «Тарас Шевченко на Арагонському фронті» та інші).
4 вересня 1938 року під час одного з боїв на річці Ебро був смертельно поранений.

## Вшанування

Пам'ятник Юрію Великановичу у Львові

1982 року у Львові Юрію Великановичу було встановлено пам'ятник роботи скульпторки Теодозії Бриж, а одну з вулиць назвали на його честь. Після здобуття незалежності вулицю було перейменовано.
У ніч на 2 грудня 2017 року націоналістичною організацією С14 у Львові було повалено пам'ятник Великановичу, а на постаменті написано червоною фарбою: «Комуняку геть».